# Cubati
Cubati là một đô thị thuộc bang Paraíba, Brasil. Đô thị này có diện tích 137,2 km², dân số năm 2007 là 6469 người, mật độ 47,2 người/km².